# Michael Madsen
Michael Søren Madsen (Chicago, 25 de setembro de 1957 – Malibu, 3 de julho de 2025) foi um ator norte-americano, conhecido por seus papéis no cinema e na televisão. Ao longo de sua carreira, participou de diversos filmes marcantes, incluindo Cães de Aluguel (1992), Free Willy (1993) e Kill Bill (2003). Além de sua atuação no cinema, também esteve presente no universo dos videogames, interpretando o mafioso Michael "Finn" O'Leary no modo Zombies do jogo Call of Duty: Black Ops 2 (2012), no mapa Mob of the Dead.

## Vida pessoal
Filho de uma poetisa, Elaine, e de um bombeiro, Cal Madsen, Michael era irmão de Cheri e da atriz Virginia Madsen. Foi casado com Georganne LaPiere, meia-irmã da cantora e atriz Cher. Em seguida casou-se com Jeannine Bisignano, com quem teve dois filhos: Christian e Max. Era casado com De Anna Morgan Madsen, com quem teve três filhos: Hudson Lee (falecido aos 26 anos), Calvin Michael e Luke Ray. Também teve um enteado do primeiro casamento de De Anna, chamado Cody. O ator vivia em Malibu com a família.
Madsen participou de alguns videoclipes musicais, como As Long As You Love Me, de Justin Bieber (2012), e Black Widow (2014), de Iggy Azalea com Rita Ora.

## Morte
Em 3 de julho de 2025, Michael Madsen foi encontrado morto em sua residência em Malibu, Califórnia, aos 67 anos, vítima de uma parada cardíaca, segundo confirmaram autoridades e seu representante. A causa da morte só foi revelada dias depois. Segundo seu cardiologista, Madsen sofria de insuficiência cardíaca; seus problemas cardíacos e mais o alcoolismo contribuíram diretamente para o óbito.

## Filmografia

### Cinema
- Os Oito Odiados (2015)
- Piranhaconda (2012)
- The Brazen Bull (2011)
- The Portal (2010)
- Federal (2010) - Sam Gibson
- The Killing Jar (2010)
- Christmas Crash (2009)
- The Bleeding (2009)
- Chamaco (2009)
- Green Lantern: First Flight (2009) – apenas voz
- Outrage (2009)
- Put (2009)
- Ligeia (2009)
- Shannon's Rainbow (2009)
- Hired Gun (2009)
- A Way with Murder (2009)
- Let the Game Begin (2009)
- Road of No Return (2009)
- You Might as Well Live (2009)
- Serbian Scars (2009)
- Clear Lake, WI (2009)
- Lost in the Woods (2009)
- Break (2008)
- Hell Ride (2008)
- Living & Dying (2007) - Lind
- Canes (2006) - Guilhemo List
- Scary Movie 4 (2006) - Oliver
- Last Hour (2006) - Monk
- All In (2006) - Seal
- BloodRayne (2005) - Vladimir
- L.A. Dicks (2005) - Steven Miller
- The Last Drop (2005) - Coronle J.T. Colt
- Chasing Ghosts (2005) - Kevin Harrison
- Sin City (2005) - Bob
- Kill Bill - Volume 2 (2004) - Budd
- Blueberry (2004) - Wallace Blount
- Kill Bill - Volume 1 (2003) - Budd
- Vampires Anonymous (2003) - Geno
- My Boss's Daughter (2003) - T.J.
- Where's Angelo? (2003) - Produtor
- The Real Deal (2002) - Baker Jacks
- Die Another Day (2002) - Damian Falco
- Welcome to America (2002) - Agente Especial Leon Fogel
- L.A.P.D.: To Protect and To Serve (2001) - James Alexander
- The Ghost (2001) - Dan Olinghouse
- Outlaw (2001) - Conner
- Pressure Point (2001) - Jed Griffin
- The Price of Air (2000) - Mr. Ball
- The Alternate (2000) - Agente Briggs
- The Stray (2000) - Ben
- Fall (2000) - Jeremy Banes
- Detour (1999) - Burl Rogers
- The Florentine (1999) - Whitey
- Fait Accompli (1998) - Frank Barlow
- The Sender (1998) - Dallas Grayson
- Species II (1998) - Press Lenox
- Rough Draft (1998) - Haynes
- Flat Out (1998) - Gene
- Catherine's Grove (1997) - Joe Mason
- The Maker (1997) - Skarney
- Executive Target (1997) - Nick
- Donnie Brasco (1997) - Sonny Black
- The Last Days of Frankie the Fly (1997) - Sal
- Red Line (1996) - Mr. Lawrence
- The Winner (1996) - Wolf
- Mulholland Falls (1996) - Eddie Hall
- Man with a Gun (199) - John Hardin
- Free Willy 2: The Adventure Home (1995) - Glen Greenwood
- Species (1995) - Preston Lennox
- Wyatt Earp (1994) - Virgil Earp
- The Getaway (1994) - Rudy Travis
- Dead Connection (1994) - Detetive Matt Dickson
- Money For Nothing (1993) - Detetive Laurenzi
- Free Willy (1993) - Glen Greenwood
- Trouble Bound (1993) - Harry Talbot
- A House In The Hills (1993) - Mickey
- Reservoir Dogs (1992) - Mr. Blond
- Beyond the Law (1992) - Blood
- Thelma & Louise (1991) - Jimmy Lennox
- The Doors (1991) - Tom Baker
- Blood Red (1989) - Enzio
- Kill Me Again (1989) - Vince Miller
- Shadows in the Storn (1988) - Earl
- The Killing Time (1987) - Stu
- The Natural (1984) - Bump
- War Games (1983) - Capt Lawson
- Against All Hope (1982) - Cecil Moe

### Televisão
- 24 Horas (2010) - Jim Ricker
- MTV Cribs (2005) - Ele mesmo
- Frankenstein (2004) - Detetive Harker
- 44 Minutes: The North Hollywood Shoot-Out (2003) - Frank McGregor
- High Noon (2000) - Frank Miller
- Sacrifice (2000) - Tyler Pierce
- The Inspectors 2: A Shred of Evidence (2000) - Joe
- Supreme Sanction (1999) - Dalton
- Vengeance Unlimited (1998) - Mr. Chapel
- Baby Snatcher (1992) - Cal Hudson
- Montana (1990) - Pierce
- Tour of Duty (1989) - Sargento Greg Block
- War and Remembrance (1988) - Turhall
- Our Family Honor (1985) - August Danzig
- Miami Vice (1984) - Sally Alvarado
- St. Elsewhere (1982) - Mike O'Connor